# Les Ananas
Pour plus de détails, voir Fiche technique et Distribution.
Les Ananas ou La Culture des ananas est un film muet français réalisé par Louis Feuillade et sorti en 1913.
Ce film fait partie de la série des Bébé.

## Fiche technique
- Titre : Les Ananas
- Titre alternatif : La Culture des ananas
- Réalisation : Louis Feuillade
- Scénario : Louis Feuillade
- Société de production : Société des Établissements L. Gaumont
- Pays de production :  France
- Langue : film muet avec les intertitres en français
- Format : Noir et blanc — 35 mm — 1,33:1 — Muet
- Métrage :
- Genre : Comédie
- Durée :
- Date de sortie : 
  - France : 1913

## Distribution
- René Dary : Bébé (comme Clément Mary)
- Renée Carl : la mère